# Модель Сакаты
В физике частиц Модель Сакаты адронов была предшественником кварковой модели. Он предложил, чтобы протоны, нейтроны и лямбда-барион были элементарными частицами (иногда называемыми сакатонами), и что из них были сделаны все другие известные адроны. Модель была предложена Сёити Саката в 1956 году. Модель успешно объяснила многие особенности адронов, но была вытеснена моделью кварков, так как понимание адронов прогрессировало. Успех модели Саката обусловлен тем, что существует соответствие между протоном, нейтроном и лямбда-барионом, а также верхними, нижними и странными кварками. Протон содержит два верхних кварка и один нижний кварк, нейтрон содержит один верхний кварк и два нижних кварка, в то время как лямбда-барион содержит один верхний кварк, один нижний кварк и один странный кварк. То есть каждый из этих барионов состоит из одного верхнего и одного нижнего кварка и дополнительного кварка: верхнего для протона, нижнего для нейтрона и странного для лямбда-бариона. Из-за этого соответствия верхним, нижним и странным кваркам модель Саката имеет ту же SU (3) -симметрию, что и кварковая модель, и может воспроизводить квантовые числа аромата всех адронов, выполненных вверх, вниз и странных кварков. Поскольку очарованного кварка не было обнаружено до 1974 года, модель Саката оставалась основным элементом физики частиц в течение некоторого времени после того, как была предложена модель кварка.